# Raminho
Raminho es una freguesia portuguesa del concelho de Angra do Heroísmo, con 11,25 km² de superficie y 550 habitantes (2001). Su densidad de población es de 48,9 hab/km². 
La freguesia se encuentra a 286 m s. n. m.

## Geografía
El área de Raminho, de forma aproximadamente triangular, está limitado al este por las freguesias de Altares, de la cual está separado por la Canada dos Morros, y al oeste por la de Serreta. Presenta una topografía accidentada al sur, en las laderas de la Sierra de Santa Bárbara, donde alcanza su altitud máxima (966 m sobre el nivel medio del mar), volviéndose progresivamente más suave hacia el norte, hasta terminar en los altos acantilados costeros que lo separan del mar.

## Demografía
Desde finales del siglo XIX hasta la década de 1960, la población se mantuvo relativamente constante, con valores oscilando entre 1.200 y 1.300 habitantes. A partir de esa fecha, experimentó un notable descenso, como se evidencia en los resultados del censo de 2001, registrando entonces solo 550 residentes.